# Lepidochrysops bacchus
The Wineland Blue (Lepidochrysops bacchus) là một loài bướm ngày thuộc họ Lycaenidae. Nó là loài đặc hữu của Nam Phi, ở đó nó is found from the West Cape to the East Cape.
Sải cánh dài 22–29 mm đối với con đực and 24–30 mm đối với con cái. Con trưởng thành bay từ tháng 9 đến tháng 1. Có một lứa một năm.
Ấu trùng ăn Selago fruticosa and Selago geniculata.